# 小野寺の弟・小野寺の姉
『小野寺の弟・小野寺の姉』（おのでらのおとうと・おのでらのあね）は、2012年に泰文堂より出版された日本の小説。作者は西田征史。
2014年には、幻冬舎文庫として出版された。
2013年に舞台化作品が上演。2014年に映画化作品が公開（後述）。

## あらすじ
小野寺進は33歳の調香師。姉のより子は40歳の眼鏡屋店員。早くに両親を亡くした二人は、20年以上も古い一軒家で穏やかにつつましく一緒に暮らしていて未だにふたりとも独身。より子が作るごはんを二人で食べて、スーパーの特売日には二人で買い物に出かけ、ときには一緒に遊園地にも行くような、口に出さずとも互いを思いやっている姉と弟。
進には好美という彼女がいて長らく付き合っていたものの結局別れてしまい、それ以来いっそう恋愛に奥手になってしまい、より子も容姿のコンプレックスから恋に臆病になっていたが、勤務する眼鏡店にコンタクトレンズの営業にやってくる浅野が気になっていた。
そんなある日、小野寺家に届いた配達間違いの手紙が届く。より子は進と一緒に間違って配達された手紙を薫に届けに行くことになる。また、より子は浅野からある相談事を頼まれる…。

## 舞台版
2013年に天王洲 銀河劇場とシアタードラマシティで上演された。脚本・演出は、小説作者である西田自身が担当した。
舞台版は、小説のアナザストーリーで小野寺姉弟のとある1日を描いた物語となっていた。

### キャスト
- 小野寺 より子 - 片桐はいり
- 小野寺 進 - 向井理
- 市川 民江 - 木南晴夏
- 市川 健吾 - 野村周平
- 佐々部 光 - 森谷ふみ
- 江口 のぶよ - 平田敦子
- 山縣 はじめ - 片桐仁
- 高倉 朋之進 - 山内圭哉
- 手塚 英作 - ユースケ・サンタマリア

## 映画
2014年10月25日に同名タイトルの映画化作品が公開。監督・脚本は小説の作者の西田自身が担当。主役となる小野寺の姉弟は、2013年上演の舞台に引き続き、向井理と片桐はいりが務めた。
映画版は小説の内容を映像化した。

### キャスト（映画）
小野寺 進
演 - 向井理
33歳。仕事は調香師。入浴剤などを扱う会社で、商品に使う香りの開発を担当。新商品に使う『ありがとうの香り』作りに試行錯誤する。炊飯器の炊きたてのごはんの匂いを嗅ぐのが大好き。自宅の和室の畳の下に千円札を敷き詰めて貯金している。大きめの丸メガネと後頭部に常に寝ぐせ状態のような髪型が特徴。
子供の頃からより子の言動に振り回されているが姉弟仲は悪くない。恋愛に関しては恋人にフラれた過去があり、それ以来積極的になれないでいる。
小野寺 より子
演 - 片桐はいり
進の姉。40歳。若い頃に親を亡くしており、それ以来進の母親代わりとなる。メガネ屋に勤務しているが、本人はメガネは着用していない。おかっぱ頭が特徴で、子供の頃から数十年間同じ髪型。大笑いする時は、右手を口元に当てるように笑うのが癖。風水やおまじないなどを信じている。
自分の考えがルールで、進には自分の考えを押し通す。ただし、そばに知り合いがいる時は自分の考えを簡単に変えたり、見栄っ張りになる性格。中学生ぐらいの時から表向きは、アゴを上に付き出して映画『ジョーズ』のポスターのマネをするようなひょうきんな人で通っているが、実は内面では自分に自信が持てない性格。

#### 進と関わる人
岡野 薫
演 - 山本美月
進が一目惚れした女性。郵便局員の配達ミスで届いた手紙を進たちがマンションまで手渡しに来たことで知り合う。茶色いトイプードルを飼っている。
新人の絵本作家。犬が主人公の話で絵本を描こうとしており、作中では花の香りを扱うため進にアドバイスを求めたことがきっかけで距離が近づく。
河田 耕輔
演 - ムロツヨシ
進とは中学時代の同級生で友人。『河田コースケ』の名前で売れない役者として一人芝居などを演じている。形から役作りするタイプで、次に演じる役の格好で日常生活を送っている。進が落ち込んだりすると励ましてくれる。
酒井 啓介
演 - 大森南朋
進が働く会社の上司。自身はテキトーな性格の割に進には、売上げがあがる商品を作るように命じてプレッシャーをかける。相手の意見を軽く流す時などに使う「そっかそっか」が口癖。
祖父江 好美
演 - 麻生久美子
進の元恋人。進の家でより子を含めてパーティーをするなど仲良くすごしていたが別れてしまった。より子は進が新しい恋に踏み出せないのは、好美と別れたことを引きずっているからだと思っている。これについて進は否定するが作中では、日々の中で好美との思い出を自然と回想してしまう。

#### より子と関わる人
浅野 暁
演 - 及川光博
コンタクトレンズなどを扱う営業マン。会社名かブランド名かは不明だが、進からは「『ワンデー』の人」と呼ばれている。『さがねメガネ』とも仕事上顔見知り。どちらかと言うと大人しめだが、真面目で律儀な人物。より子について「話しやすい」と評しており、自信なさげなより子にアドバイスをする。
メガネ屋の主人
演 - 村松利史
ぬくもり銀座商店街にある『さがねメガネ』の主人。二人そろってメガネをかけている。彼氏がいないより子を心配している。店内に『キューちゃん』と名付けたインコを飼っており、客が来店すると「いらっしゃいませ」と喋る。
メガネ屋の奥さん
演 - 梅沢昌代
花が咲くと夢が叶うとされる『ワイルドストロベリー』をより子にプレゼントしている。本人は自覚しているかは不明だが、より子に対し少々余計なこと言っている。
こだま
演 - 橋本じゅん
より子の中学の同級生。より子と数十年ぶりに再会する。あだ名は『まっち』。元々は『こだまっち』だったのがいつからか『まっち』と呼ばれるようになった。実はより子が密かに片思いしていた相手。職業は不明だが本人によると「たまにスーツを着てると警察官に職務質問を受ける」とのこと。

#### その他の人物
ひらまつ先生
演 - 木場勝己
より子と進、耕輔が中学生時代に教わった教師。授業中やプライベートに関わらず人前でよく言い間違いをしている。これらのエピソードは、『ひらまつ先生シリーズ』と呼んで、進やより子が落ちこんだ時に明るい気持ちを取り戻す役割を担う。自信のない素のより子を知る人物で、久々に再会したより子に助言する。
齋藤 亜沙子
演 - 寿美菜子
『さがねメガネ』の向かいにあるブティックの若い女性店員。あまりお客さんが来ないので時々『さがねメガネ』に訪れてより子たちと雑談する。
理髪店の店長
演 - モロ師岡
耕輔の父。理髪店を営む。耕輔がいつまでも売れない役者を続けていることや、舞台で使う衣装を着たまま店の仕事をするため文句を言っている。ただし耕輔とはお互い言いたいこと言い合っているが仲は悪くない。
こだまの妻
演 - 秋本奈緒美
こだまとは仲のいい夫婦で二人でよく笑いながら会話をしている。夫を介して初めて会ったより子ともすぐに打ち解けて興味深そうに中学時代の話などを聞く。

### スタッフ（映画）
- 原作・脚本・監督 - 西田征史
- 音楽 - 池頼広
- 撮影 - 相馬大輔
- 助成 - 文化庁文化芸術振興費補助金
- 主題歌 - 阿部真央「それぞれ歩き出そう」
- 制作プロダクション - ROBOT
- 配給 - ショウゲート
- 製作 - 『小野寺の弟・小野寺の姉』製作委員会（ショウゲート、讀賣テレビ放送、ポニーキャニオン、ROBOT、ホリ・エージェンシー、博報堂DYメディアパートナーズ、札幌テレビ放送、宮城テレビ放送、静岡第一テレビ、中京テレビ放送、広島テレビ放送、福岡放送）

### 連動企画
2分間のミニ番組『秘密の小野寺の弟・小野寺の姉』が2014年10月20日から10月24日に読売テレビ、ミヤギテレビ、熊本県民テレビで放送された。
出演
- EPISODE1 - 向井理、片桐はいり
- EPOSODE2 - 向井理、片桐はいり、及川光博、山本美月
- EPISODE3 - 向井理、片桐はいり
- EPISODE4 - 向井理、片桐はいり、及川光博、山本美月、西田征史
- EPISODE5 - 向井理、片桐はいり、及川光博、山本美月、西田征史

### 作品の評価
- 全国157スクリーンで公開され、2014年10月25、26日の初日2日間で興収5,488万4,400円、動員4万163人になり、映画観客動員ランキング（興行通信社調べ）で初登場第8位となった[5]。翌週末の11月1、2日の映画観客動員ランキングでは第7位となった[6]。

- ぴあ調査の2014年10月24日・10月25日の「ぴあ映画初日満足度ランキング」では第1位を記録[7]。

### 受賞
- 第39回報知映画賞・新人賞 - 西田征史[8]。